# Проєкт «А» 2
Проєкт «А» 2 (англ. назва Project A Part II) — гонконгський фільм з Джекі Чаном в головній ролі. Фільм вийшов на екрани у 1987 році.

## Сюжет
Відважний Дракон Ма (Джекі Чан), що прославився, завдяки знищенню піратського гнізда в морі, отримав звання начальника округу.
Але тут у місцевої влади з'являються сумніви про охайність головного суперинтендента Містера Чана (Дэвид Лам). Дракон Ма починає розслідування цієї справи. Щоб прибрати Ма і «замести сліди» Чан змовляється з місцевими аферистами і в результаті майстерно виконаної підставки Дракон потрапляє у в'язницю. І він вирішує довести свою невинність.

## В ролях
- Джекі Чан — сержант берегової охорони Дракон Ма
- Меггі Чун — Езан
- Розамунд Кван — Міс Пак
- Карина Лау — Бетті
- Девид Лам — суперінтендант Чан
- Біл Танг — старший інспектор Танг
- Кенні Хо — Ші Кінг
- Марс — Джос
- Бен Лам — Браунс
- Кен Ло — Брайнс
- Тай По — Тай

## Джекрела
Проєкт «А» 2